# Konstantin von Kügelgen
Konstantin von Kügelgen (ur. 6 stycznia 1810 w Saratowie, zm. 28 kwietnia 1880 w Dorpacie) – niemiecki malarz-pejzażysta.

## Życiorys
Był synem Karla von Kügelgena. W młodości podróżował do Włoch. Później przez dwa lata pracował w Monachium, gdzie m.in. kopiował obrazy dla miejscowej Pinakoteki. Po śmierci pierwszej żony Sally von Zezschwitz (1814–1839) wrócił do krajów bałtyckich, gdzie pracował jako nauczyciel rysunku.
Napisał wspomnienia Errinerungen aus meinem Leben, opublikowane po jego śmierci.
Jego synem był dziennikarz Paul von Kügelgen.